# 페터르 후크스트라
페터르 마르틴 후크스트라(네덜란드어: Peter Martin Hoekstra ˈpeː.tər ˈɦuk.stra[*], 1973년 4월 4일, 드렌터 주 아선 ~)는 네덜란드의 전직 프로 축구 선수로, 현역 시절 PSV, 아약스, 그리고 스토크 시티에서 측면 미드필더로 활약했다. 네덜란드 국가대표팀 경기에 5번 출전하기도 했던 그는 휘스 히딩크가 지도했던 네덜란드 선수단 일원으로 잉글랜드에서 열린 유로 1996에 참가했다.

## 클럽 경력
후크스트라는 PSV에서 현역 신고식을 치르고 5년 동안 100번이 넘는 경기에 출전했다. 1996년, 그는 £2M에 마르크 오버르마르스의 대체자로서 아약스로 이적했다. 부상 문제로, 그는 아약스에서 고전했고, 1999년에는 스페인의 콤포스텔라로, 2000년은 국내 리그의 흐로닝언으로 임대되었다.
후크스트라는 아약스와 5년을 동행하며 68번의 경기에 출전한 뒤, 2001년 8월에 잉글랜드 2부 리그의 스토크 시티로 이적했다. 후크스트라의 능력은 잉글랜드의 3부 리그 수비를 크게 흔들었고, 상대의 거친 견제 대상으로 지목되었다. 그는 2001-02 시즌에 스토크 시티 경기에 28번 출전해 2002년 플레이오프전 결선 끝에 승격을 도왔다. 그는 노츠 카운티를 상대로 3골, 체스터필드를 상대로 2골을 기록했다. 2002-03 시즌, 스토크 시티는 1부 리그 잔류 경쟁을 벌였고, 33경기에 출전해 5골을 기록한 후크스트라의 노련함에 힘입어 잔류에 성공했는데, 왓퍼드를 상대로는 2골, 프레스턴 노스 엔드를 상대로는 결승골을 뽑아냈다. 2003-04 시즌, 후크스트라는 27번의 경기에 출전해 4골을 기록했는데, 레딩을 상대로는 해트트릭을 달성했다. 2004년 5월, 후크스트라는 계속되는 부상으로 불과 31세의 나이에 현역에서 은퇴했다.
후크스트라는 2008년에 브리타니아 경기장 입주 10주년을 맞이하여 이 시기에 활약한 최고의 선수로 선정되었다. 은퇴 후, 그는 흐로닝언의 유소년 선수단을 지도했고, 2011년 4월에 스토크 시티 원정 경기를 치렀다.

## 국가대표팀 경력
후크스트라는 1996년 4월 24일에 로테르담에서 0-1로 패한 독일과의 친선경기에서 네덜란드 국가대표팀 첫 경기를 치렀다. 그는 이후 잉글랜드에서 열린 유로 1996의 네덜란드 국가대표팀 명단에 이름을 올렸다. 후크스트라는 자국을 대표로 5번의 경기에 출전했지만, 골맛을 본 경기는 없었다.

## 경력 통계

### 클럽
출처:
| 구단              | 시즌      | 리그            | 리그 | 리그 | 컵   | 컵 | 리그컵 | 리그컵 | 합계 | 합계 |
| 구단              | 시즌      | 리그명          | 출장 | 골   | 출장 | 골 | 출장   | 골     | 출장 | 골   |
| ----------------- | --------- | --------------- | ---- | ---- | ---- | -- | ------ | ------ | ---- | ---- |
| PSV               | 1991–92   | 에레디비시      | 14   | 3    | 1    | 0  | —      | —      | 15   | 3    |
| PSV               | 1992–93   | 에레디비시      | 19   | 0    | 2    | 0  | —      | —      | 21   | 0    |
| PSV               | 1993–94   | 에레디비시      | 23   | 6    | 2    | 1  | —      | —      | 25   | 7    |
| PSV               | 1994–95   | 에레디비시      | 19   | 6    | 1    | 0  | —      | —      | 20   | 6    |
| PSV               | 1995–96   | 에레디비시      | 15   | 6    | 1    | 0  | —      | —      | 16   | 6    |
| PSV               | 합계      | 합계            | 90   | 21   | 7    | 1  | —      | —      | 97   | 22   |
| 아약스            | 1995–96   | 에레디비시      | 16   | 5    | 2    | 0  | —      | —      | 18   | 5    |
| 아약스            | 1996–97   | 에레디비시      | 8    | 0    | 0    | 0  | —      | —      | 8    | 0    |
| 아약스            | 1997–98   | 에레디비시      | 23   | 3    | 4    | 0  | —      | —      | 27   | 3    |
| 아약스            | 1998–99   | 에레디비시      | 21   | 6    | 2    | 1  | —      | —      | 23   | 7    |
| 아약스            | 합계      | 합계            | 68   | 14   | 8    | 1  | —      | —      | 76   | 15   |
| 콤포스텔라 (임대) | 1999–2000 | 세군다 디비시온 | 27   | 0    | —    | —  | —      | —      | 27   | 0    |
| 흐로닝언 (임대)   | 2000–01   | 에레디비시      | 14   | 1    | —    | —  | —      | —      | 14   | 1    |
| 스토크 시티       | 2001–02   | 2부 리그        | 24   | 3    | 3    | 0  | 1      | 0      | 28   | 3    |
| 스토크 시티       | 2002–03   | 1부 리그        | 30   | 4    | 2    | 1  | 1      | 0      | 33   | 5    |
| 스토크 시티       | 2003–04   | 1부 리그        | 24   | 4    | 2    | 0  | 1      | 0      | 27   | 4    |
| 스토크 시티       | 합계      | 합계            | 78   | 11   | 7    | 1  | 3      | 0      | 88   | 12   |
| 경력 합계         | 경력 합계 | 경력 합계       | 277  | 47   | 22   | 3  | 3      | 0      | 302  | 50   |

### 국가대표팀
출처:
| 국가대표팀 | 연도 | 출장 | 골 |
| ---------- | ---- | ---- | -- |
| 네덜란드   | 1996 | 5    | 0  |
| 합계       | 합계 | 5    | 0  |